# Gleason Leonard Archer
Gleason Leonard Archer (Junior) (* 22. Mai 1916 in Norwell, Massachusetts; † 27. April 2004 in Sterling, Kansas) war ein US-amerikanischer Anwalt, Alttestamentler, evangelikaler Theologieprofessor und Autor.

## Leben und Ausbildung
Archer wurde 1916 in Norwell in Massachusetts als drittes Kind von Elizabeth Snyder und Gleason Archer Senior geboren. Er hatte einen älteren Bruder, Allen, und eine ältere Schwester, Marion. Durch den Einfluss seiner Mutter Elizabeth wurde er früh Christ. Sie war Mitglied der Park Street Church in Boston. Sein Großvater mütterlicherseits war Pastor. Archers Vater, Gleason Archer Senior, war der Begründer der Suffolk Law School in Boston. Gleason Junior wuchs in Boston auf, verbrachte die Sommer jeweils aber in Norwell. Er besuchte die Boston Latin School. 1938 erhielt er von der Harvard-Universität den Bachelor in Klassischen Altertumswissenschaften mit summa cum laude. 1939 erhielt er von der Suffolk Law School in Boston einen Bachelor of Laws und wurde im Bundesstaat Massachusetts als Anwalt zugelassen. 1940 machte er seinen Master in Klassischen Altertumswissenschaften in Harvard, 1944 das entsprechende Doktorat. Schließlich erhielt er 1945 einen Bachelor in Theologie vom Princeton Theological Seminary, wo er hebräische, aramäische und arabische Sprache studiert hatte.

## Akademische Tätigkeit
Von 1945 bis 1948 versah Archer seinen Dienst als Assistenzpastor an der Park Street Church in Boston, und er war auch Lehrer an der Bostoner Abendbibelschule. Seine Leidenschaft für das Alte Testament wurde durch Harold John Ockenga, den Hauptpastor der Park Street Church, gefördert.
1948 wurde Archer Professor für biblische Sprachen am Fuller Theological Seminary im kalifornischen Pasadena, wo er bis 1965 blieb. 1963 hatte er ein Sabbatical und lehrte für sechs Monate in Beirut im Libanon. Er verließ 1965 das Fuller Seminary, weil das Seminar von der Irrtumslosigkeit der Bibel abgerückt war.
Von 1965 bis 1986 war er Professor für Altes Testament und Semitische Sprachen an der Trinity Evangelical Divinity School in Deerfield in Illinois. 1989 wurde er Emeritus der Fakultät.
Er verbrachte den Rest seines Lebens mit Forschung, Lehre und dem Verfassen von Büchern. Archer hatte ein ausgesprochenes Talent für Fremdsprachen. Jedes Jahr erlernte er eine neue Sprache; es hieß, er könne 27 Sprachen fließend sprechen, unter anderem auch so ungewöhnliche wie Isländisch.
Archer war einer der 50 Übersetzer der New American Standard Bible (NASB), die 1971 veröffentlicht wurde. Er wirkte ebenfalls mit im Übersetzungsteam der New International Version (NIV), einer Bibelübersetzung, die 1978 herauskam.

## Lehre
Bekannt wurde Archer unter anderem wegen seines Festhaltens an der Lehre der biblischen Irrtumslosigkeit. Er verteidigte sie, indem er Harmonisierungen vorschlug und in der Exegese auf scheinbare Widersprüche in der Bibel einging.
Man könne nicht Irrtümer in geschichtlich-wissenschaftlichem Sinne einräumen, ohne bei Irrtümern auch in Lehrfragen zu enden.
Sein Werk A Survey of Old Testament Introduction, das 1974 bei Moody Press in Chicago erschien, 1994 durch ihn eine Überarbeitung erfuhr und 2007 nach seinem Tod nochmals neu aufgelegt wurde, war eine umfassende Einleitung ins Alte Testament, die im evangelikalen Raum Maßstäbe gesetzt hat. Er verstand den Begriff Survey als Terminus technicus, der für das Alte Testament folgende Themen umfasste:
- Philologie der Sprachen des Alten Testaments und verwandter Sprachen
- Geschichte des hebräischen Volks und der Nachbarvölker
- Religion und Kultur der nichthebräischen Völker, die sich v. a. in der Archäologie erschließt
- Verfasserschaft
- Zeitraum der Niederschrift der Bücher
- Zeitgeschichte
- Ursprungstext und Textkritik, die sich v. a. in Schreib- und Abschreibfehler zeigt
- Echtheit des Texts
- Geschichte der Textüberlieferung

Die göttliche Inspiration des Alten Testaments begründete er mit der bemerkenswerten Einheit, der organischen Verflechtung und dem gemeinsamen Ziel und dem verfolgten Plan der 39 Bücher, die sich am besten mit einer einzigen Intelligenz, nämlich die des göttlichen Verfassers, erklären ließe. Als einzige aller Weltreligionen biete die jüdisch-christliche zudem eine logisch haltbare Erkenntnistheorie. Die Bibel erhebe den Anspruch, uns Gottes Antworten auf alle großen Fragen zu geben. Sie behaupte, die besondere Offenbarung und richtige Quelle zu sein, aus der eine vertrauenswürdige Erkenntnis religiöser Wahrheit zu gewinnen sei.
Archer befasste sich intensiv mit der Textkritik, lobte die Methode des Deutschen Alttestamentlers Ernst Würthwein und stellte auch selber sieben Regeln auf:
1. Ältere Lesart vorziehen, sofern sie gewissenhafter als die jüngere ist
2. Schwierigere Lesart vorziehen, sofern sie sinnvoll und nicht widersprüchlich ist
3. Kürzere Lesart vorziehen
4. Lesart, die mehr Varianten erklärt, vorziehen
5. Lesart mit größerer geographischer Verbreitung vorziehen
6. Lesart, die zum Vokabular und Stil des Verfassers passt, vorziehen
7. Lesart, die kein doktrinäres Vorurteil spiegelt, vorziehen

Archer kritisierte die so genannte Neuere Urkundenhypothese, die für die fünf Bücher Mose, den Pentateuch, die Verfasserschaft des Moses rundweg bestreitet. Eine mosaische Verfasserschaft sei angesichts interner und externer Evidenzen die Theorie, die am besten mit den Tatsachen zusammenpasse.

## Privates
Archer war seit 1939 mit Virginia Lillian Atkinson verheiratet, die im August 1962 verstarb. Im März 1964 heiratete er Sandra Paula Larsen (* 1937; † 1999), die er ein Jahr zuvor als Rednerin in der Kapelle des Fuller Seminars kennengelernt hatte. Er hatte zwei Söhne und drei Töchter. Nach dem Tod seiner zweiten Frau verstärkte sich seine Demenzkrankheit; er konnte ab 1999 bei seiner Tochter Betsy und ihrer Familie wohnen. Er starb 2004 im Alter von beinahe 88 Jahren in Sterling (Kansas) und wurde neben seiner Frau Sandra im Willow Lawn-Friedhof in Mundelein in Illinois begraben.

## Veröffentlichungen
als Alleinautor
- The reception of Pindar in Germany during the eighteenth century. Dissertation Harvard University, Cambridge, Mass. 1944.
- In the Shadow of the Cross. Zondervan, Grand Rapids 1957.
- The Epistle to the Hebrews: A Study Manual. Baker Book House, Grand Rapids 1957.
- The Epistle to the Romans: A Study Manual. Baker Book House, Grand Rapids 1959.
- A Survey of Old Testament Introduction. Moody Press, Chicago 1974. Überarbeitete Ausgabe 1994, ISBN 0-8024-8200-7; 2007, ISBN 0-8024-8434-4.
  - Einleitung in das Alte Testament. Band 1. Verlag der Liebenzeller Mission, Bad Liebenzell, 1987. ISBN 3-88002-300-X
  - Einleitung in das Alte Testament. Band 2. Verlag der Liebenzeller Mission, Bad Liebenzell, 1989. ISBN 3-88002-319-0
- The Book of Job: God's Answer to the Problem of Undeserved Suffering. Baker Book House, Grand Rapids 1982.
- Encyclopedia of Bible Difficulties. Zondervan, Grand Rapids (Michigan) 1982, ISBN 0-310-43570-6
- A descriptive catalog of the Trinity Evangelical Divinity School Biblical coin collection. Trinity Evangelical Divinity School, Deerfield (Illinois) 1986.

als Mitautor
- mit Gregory Chirichigno: Old Testament quotations in the New Testament. Moody Press, Chicago 1983, ISBN 0-8024-0236-4.
- mit Paul Feinberg und Douglas Moo: Three Views on the Rapture. Zondervan, Grand Rapids 1996, ISBN 0-310-21298-7.
- mit Walter C. Kaiser und Ronald F. Youngblood: A Tribute to Gleason Archer. Moody Press, Chicago 1986, ISBN 0-8024-8780-7.
- mit R. Laird Harris und Bruce K. Waltke: Theological wordbook of the Old Testament.  Moody Press, Chicago 1980, ISBN 0-8024-8631-2.
- mit Gary Hill: The Discovery Bible. New American Standard, New Testament (Reference Ed.). Moody Press, Chicago 1987, ISBN 0-8024-4159-9.
- mit Paul D. Gardner, Edward E. Hindson, Daniel R. Mitchell, Frederick Fyvie Bruce, J. D. Douglas, Edward W. Goodrick, John R. Kohlenberger und Lawrence O. Richards: New International Encyclopedia of Bible Difficulties. Zondervan, Grand Rapids 2001, ISBN 978-0-310-24146-1.
  - Schwer zu verstehen? Christliche Literatur-Verbreitung, Bielefeld 2005, ISBN 978-3-89397-656-0

Übersetzungen
- Hieronymus: Jerome's commentary on Daniel. Übersetzt von Gleason Leonard Archer, Jr., Baker Book House, Grand Rapids 1958. Neuauflage: Wipf und Stock, 2009, ISBN 978-1-60608-375-8